# Mestre de Olímpia

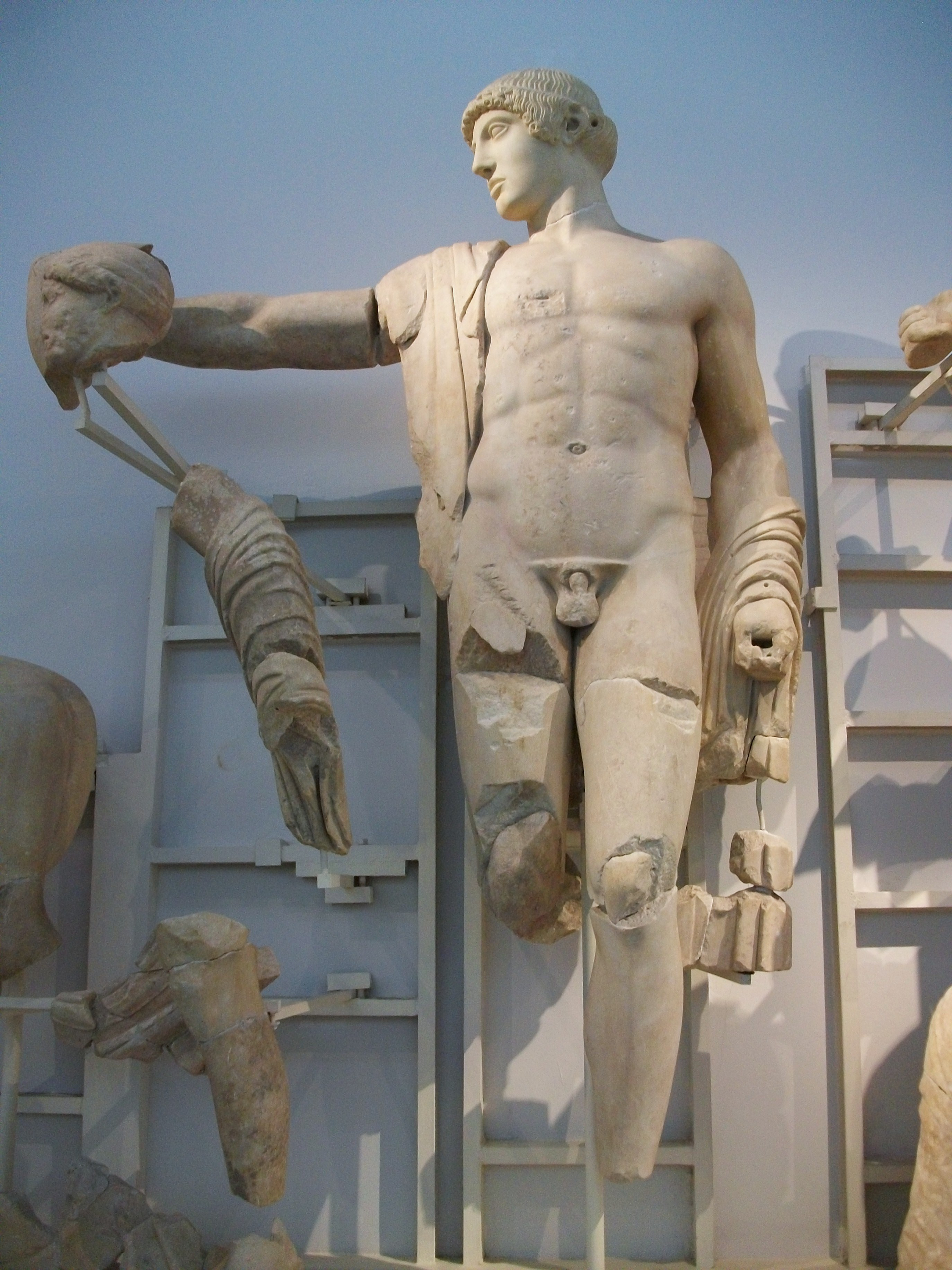
Apolo, no pedimento do Templo de Zeus em Olímpia

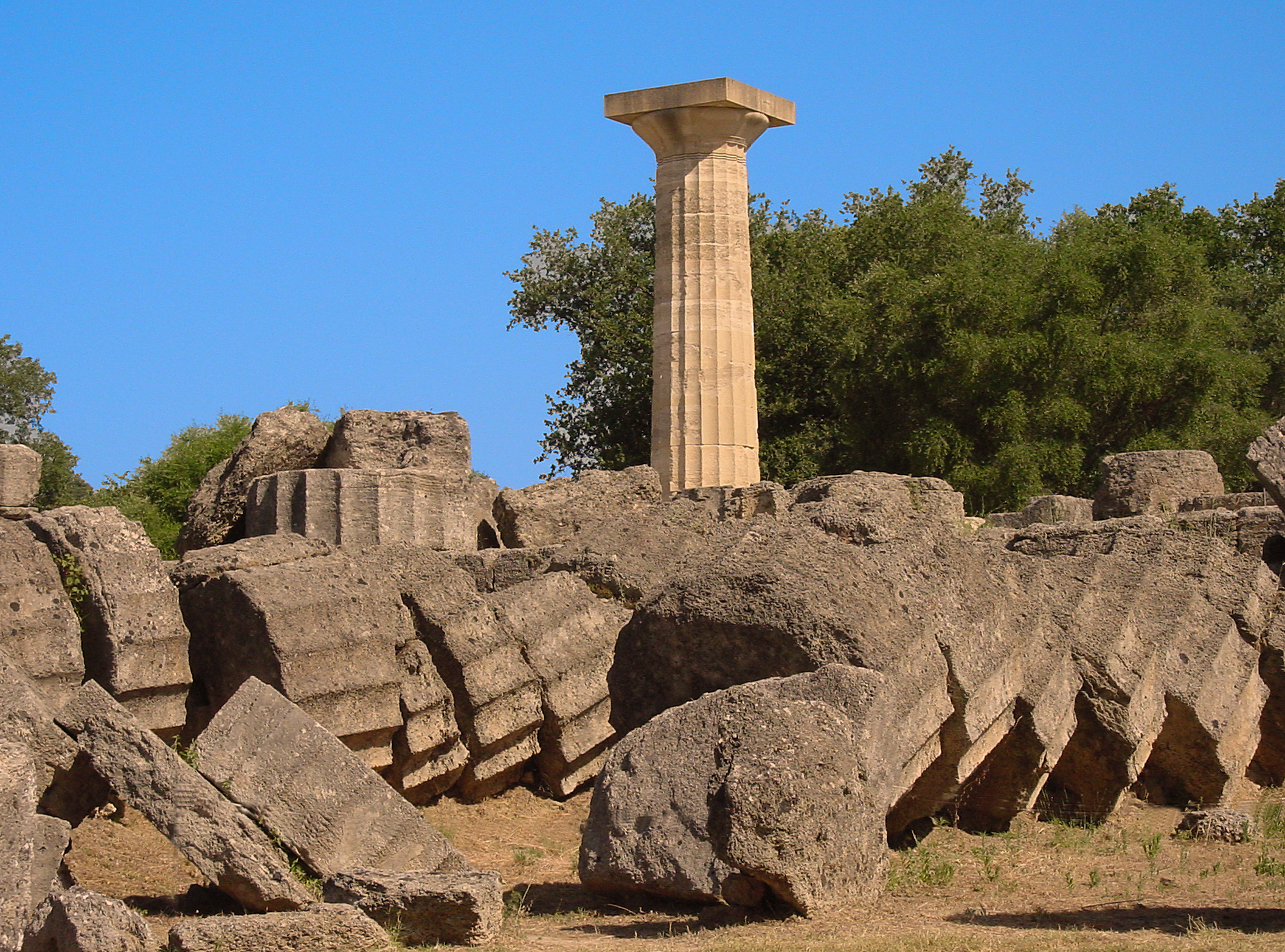
Ruínas do Templo de Zeus

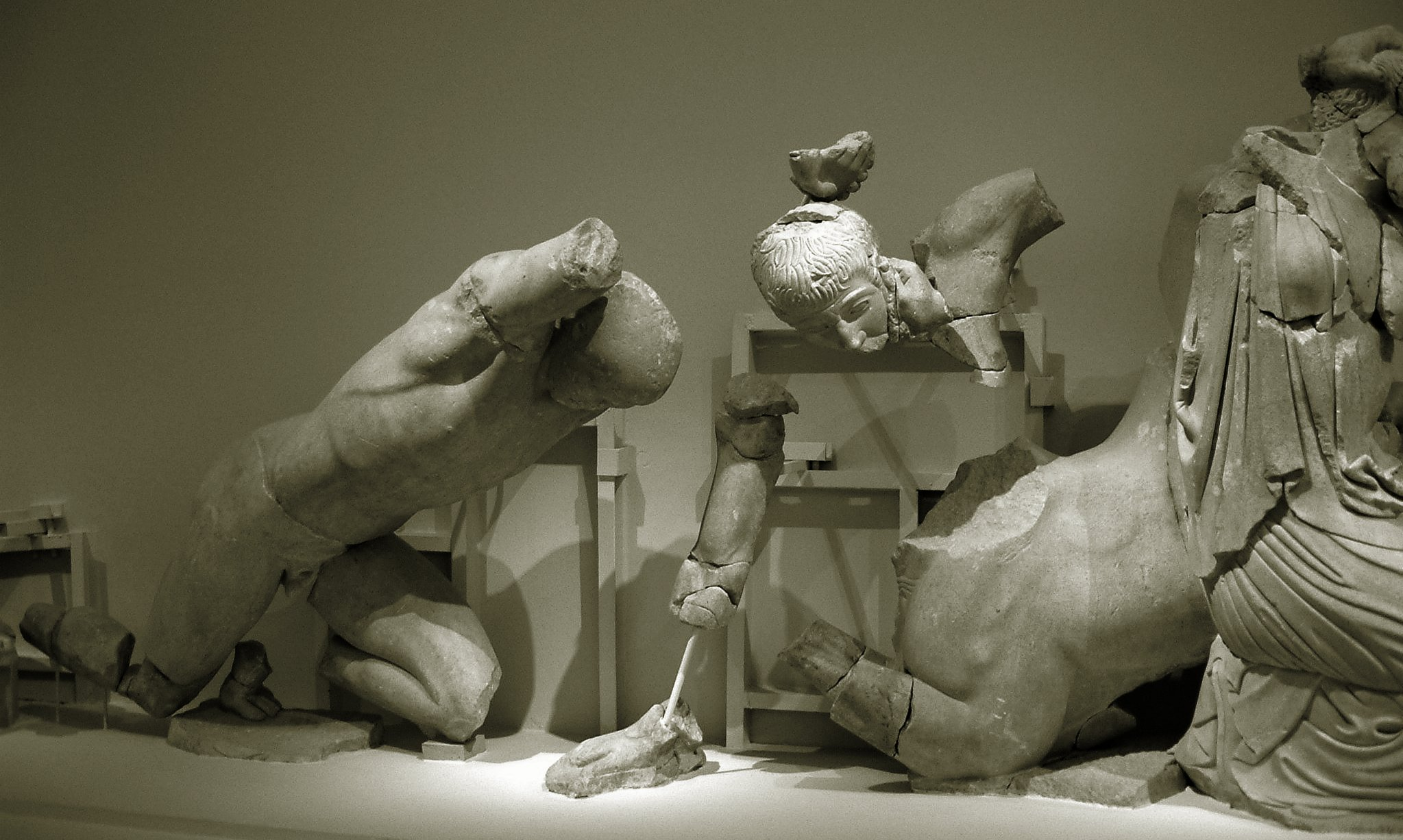
Cena da batalha entre os lápitas e os centauros

Mestre de Olímpia foi um escultor desconhecido responsável pela criação da decoração externa do Templo de Zeus em Olímpia.

## O sítio
Olímpia foi um lugar de culto desde tempos imemoriais, e a região foi ocupada por levas sucessivas de povos diferentes. Os primeiros registros arqueológicos com artefatos religiosos datam de cerca de 4 mil anos antes de Cristo. Em torno de 1 200 a.C. a região foi tomada pelos etólios, governados pelo rei Oxilo, que fundou o Estado de Elis. A transformação do local em santuário pan-helênico deve datar do fim do período micênico, e um culto de Zeus deve ter sido introduzido entre os séculos X e IX a.C. Em 776 a.C. foram instituídos os Jogos Olímpicos.
No período arcaico o santuário era o mais importante da Grécia, exercia enorme influência política e recebia doações riquíssimas. O Templo de Zeus cujas ruínas ainda são visíveis não foi o primeiro a ser construído no santuário, mas é o maior do Peloponeso e em seu apogeu deve ter sido uma joia da arquitetura dórica. A decoração externa ficou a cargo do Mestre de Olímpia e seus colaboradores. Pausânias relata que eles estiveram ativos entre 470 e 456 a.C., e que a conquista da cidade de Pisa pela cidade de Elis (472 a.C.) foi celebrada com vultosas doações ao santuário, possibilitando a ereção do edifício. Sua estátua de culto era uma imagem monumental construída em marfim e ouro por Fídias, uma das Sete Maravilhas do Mundo Antigo.
O santuário continuou em grande florescimento ao longo do período clássico e permaneceu funcionando até a era cristã, embora já em declínio. Foi fechado em 393, depois que Teodósio I proibiu os festivais pagãos, sendo incendiado em 426. Pouco depois os remanescentes do Templo de Zeus foram convertidos em igreja cristã, destruída em meados do século seguinte por terremotos. Ao longo do tempo a área foi soterrada por inundações e deslizamentos de terra, e encoberta por cinco ou seis metros de aluviões sucessivos, e o antigo complexo edificado acabou sendo esquecido. Foi redescoberto em 1766.
O sítio arqueológico foi escavado sistematicamente pela primeira vez por uma equipe francesa em 1829, e depois por alemães entre 1875 e 1881, liderados por Georg Treu, que foi o responsável por uma proposta de reconstrução do posicionamento das figuras.

## Obra
A decoração externa do templo é composta de dois grupos esculturais instalados nos frontões, e uma série de doze métopes em relevo. Os conjuntos mostram grande unidade estilística interna, mas divergem entre si. No geral seus traços são fortes e simples, ainda com certa rigidez característica do passado arcaico, mas expressam uma riqueza de emoções e posturas que transcende sua herança e aponta para os desenvolvimentos do helenismo séculos adiante, e que foram pouco explorados no período intermédio do classicismo.
O frontão leste representa a disputa de Pélops contra Enômao pela mão de Hipodâmia, presidida por Zeus. No lado oeste vemos Teseu e Pirítoo lutando contra os centauros, em cena de grande movimento e violência, presidida por Apolo. As métopes mostram os doze trabalhos de Hércules. Foram encontrados resíduos de pigmento sobre o mármore, sugerindo que o conjunto era pintado, pelo menos nos detalhes.
A ordenação exata das peças permanece assunto de polêmica desde o século XIX, uma vez que já foram elaboradas dezenas de propostas de reconstituição com os fragmentos remanescentes. A maioria dessas reconstruções, contudo, pode ser descartada, porque foram elaboradas exclusivamente a partir de desenhos, sem levar em conta a volumetria das peças e problemas práticos de sua instalação nos frontões.
Na época do descobrimento dos remanescentes do templo a estatuária dos períodos Arcaico e Severo não atraía tanta atenção como as obras dos períodos Clássico e Helenístico, mas hoje este conjunto é tido como de importância superlativa, sendo colocando entre as expressões máximas do estilo Severo.

## Identidade do Mestre
Devido ao prestígio e à qualidade estética das obras a ele atribuídas, a busca pela identidade do Mestre de Olímpia se tornou um questionamento clássico na historiografia da arte. Descobri-la poderia oferecer pistas importantes sobre sua base cultural, seus contatos e sobre as origens do seu estilo. A crítica recente parece ter concordado em excluir Peônio e Alcâmenes, dois alunos de Fídias, que foram citados por Pausânias, mas não surgiram outros candidatos fortes, e sua identidade permanece incógnita. Por outro lado, a tendência é considerá-lo oriundo do Peloponeso. Sem dúvida o Mestre teve ajudantes, e vários autores admitem que o jovem Fídias pode ter estado entre eles, mas é duvidoso que a concepção do conjunto se deva a  uma única pessoa, pois o estilo das peças do frontão leste do templo tem diferenças significativas em relação ao do frontão oeste.